# 愛の水中花
「愛の水中花」（あいのすいちゅうか）は、松坂慶子のシングル曲。1979年7月1日発売。発売元は日本コロムビア。

## 解説
女優・松坂自身が主演の、TBSテレビ系列木曜座『水中花』（1979年7月12日 - 10月4日放送）の主題歌に採用される。なお当曲の作詞は、当ドラマの原作者である五木寛之が担当した。
オリコンヒットチャートでは、松坂のシングルとして最大の売上となり、週間最高2位を獲得。1979年の年間ヒットチャートでも第33位にランクされる。
さらにTBS系『ザ・ベストテン』へは、1979年9月17日に「今週のスポットライト」で初登場。のちに当番組には同年10月25日から11月29日に、6週連続で10位以内へランクインされた。
2017年には、京都府警察が「愛の水中花」の替え歌として「サギの流行歌」を作成し、CDが制作されYouTubeでも配信された。
当初の歌詞は全く別物であった。最初の打ち合わせで歌詞の感想を求められた松坂が「実感がつかめない」と正直に言うと、五木は全部書き直し現在の歌詞となった。レコーディング2回目でOKとなったが、マリリン・モンロー「帰らざる河」のような語るような歌い方をしたいという松坂の思いがあり、1週間後に再録音した。

## 収録曲
1. 愛の水中花　
  - 作詞: 五木寛之、作曲・編曲: 小松原まさし
2. 雨の舗道で